# Los Zumacales
La tomba megalítica de Los Zumacales és un monument megalític tipus cromlec del Neolític (al voltant del 5500 aC.) Està situat a prop de Simancas (província de Valladolid, Espanya). El 2016 va ser inclosa en la Llista vermella de l'associació Hispania Nostra causa del seu estat de deteriorament.
Va ser descoberta a la dècada del 1960 casualment per un pagès que estava fent servir una màquina excavadora i va donar amb les pedres. S'han realitzat de campanyes d'excavació en els anys 1982, 1989 i 1990. S'han trobat restes d'ossos de joves i adults (en total 22 persones) i diversos objectes funeraris. En l'actualitat, a causa del seu estat d'abandó, ha patit espoli i vandalisme, pel que al febrer de 2016 va ser inclosa en la Llista vermella de l'associació sense ànim de lucre Hispania Nostra.
Aquest mateix 2016, la Junta de Castella i Lleó va realitzar una inversió de més de 62.000 euros per rehabilitar el jaciment, entre els quals es van realitzar treballs de restitució al seu lloc original dels blocs calcaris desplaçats el 1981, la reconstrucció de la cambra del dolmen, la restitució volumètrica del túmul i un accés amb senyals per als qui vulguin visitar-lo.
Va ser aixecada al voltant de l'any 5500 aC. Consisteix en un sepulcre de pedra calcària de grandària mitjana amb càmera circular d'uns 6,5 metres de diàmetre a la qual s'accedia per un passadís o corredor. Les pedres que conformen el sepulcre no estan en posició vertical sinó que reposen tombades sobre els seus costats majors.